# Dampoort (Brugge)

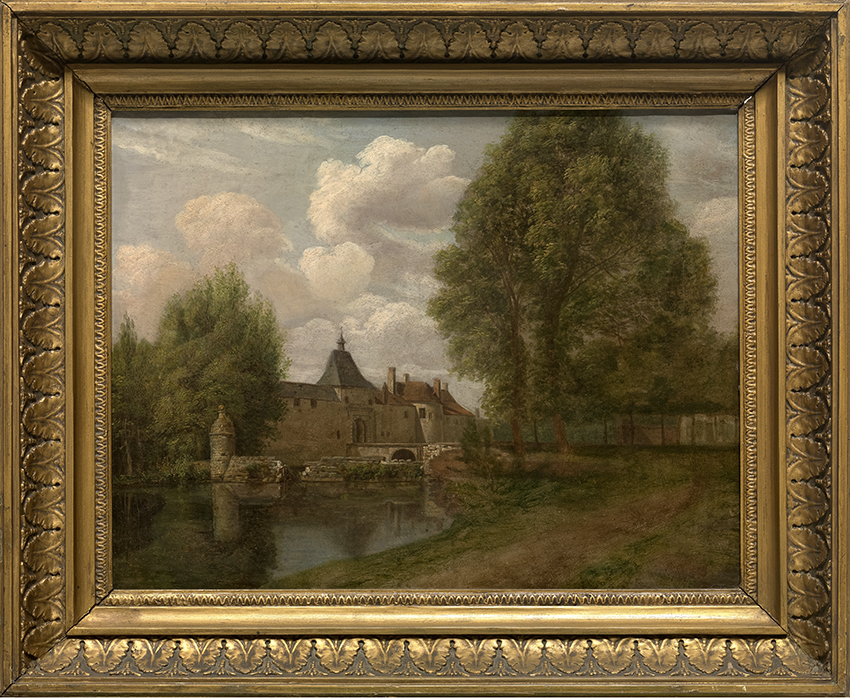
De Dampoort, tweede helft 19de eeuw (Groeningemuseum).

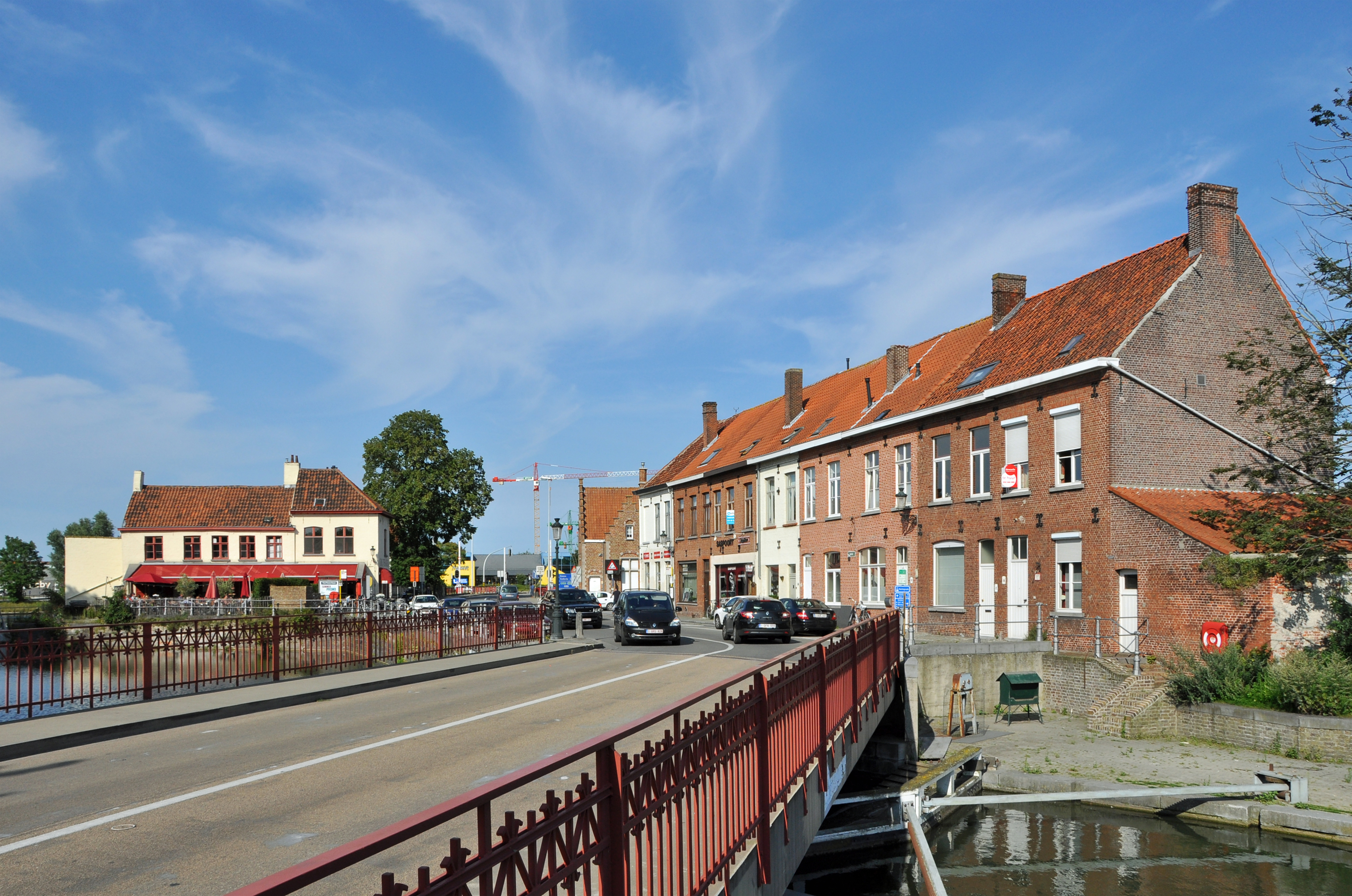
Het Sasplein met op de voorgrond de brug over de oude Dampoortsluis. Op de achtergrond links: "Café du Phare" waarin nog een restant van een verdedigingstoren te zien is.

De Dampoort was een stadspoort in de stad Brugge. Ze maakte er deel uit van de oude middeleeuwse verdedigingsring rond de stad. De naam van de poort wordt nog steeds gebruikt voor de plaats waar ze vroeger lag.

## Het complex
Het complex bestond uit drie verschillende poorten: de Sint-Nikolaaspoort, ook wel Koolkerkse Poort genaamd, de Sint-Leonarduspoort, ook wel Dudzelepoort genaamd, en ten slotte nog de Speiepoort.
De poorten hadden elk een verschillend nut; zo diende de Speiepoort als spoelsluis om het complex bevaarbaar te houden. De poorten werden geleidelijk aan afgebroken, waarbij in 1660 één nieuwe poort werd gebouwd ter vervanging van het complex. Deze poort kreeg de naam Dampoort mee. Rond 1870 werd ook deze poort afgebroken. Van het gehele complex kan nog slechts één verdedigingstoren herkend worden in het café Du Phare.
Aan de Dampoort lopen de twee Dampoortbruggen, gelegen elk aan een zijde van de Dampoortsluis, over de Ringvaart. Aan deze sluis begint ook de Damse Vaart, die in 1811-1814 in opdracht van Napoleon Bonaparte werd gegraven.
In sommige publicaties en in de officiële stukken van De Vlaamse Waterweg wordt de naam Dammepoort gebruikt. Deze foutieve naamvorm is een letterlijke vertaling van het Franse Porte de Damme en heeft geen historische grondslag.